# 축치인
축치인(러시아어: чукчи / чукча, 축치어: ԓыгъоравэтԓьэт, о'равэтԓьэт) 또는 축치족은 시베리아 북동부의 축치해와 베링해에 접한 축치반도에 사는 토착 민족이다. 총 인구는 대략 1만 6천명이고, 축치어를 사용한다.

## 문화
대부분은 축치 자치구 내에 살지만, 서쪽의 사하 공화국, 남쪽의 마가단주, 남동쪽 알류샨 열도에도 소수가 살고 있다.
축치인은 크게 해안에 거주하면서 어로나 바다표범 등의 수렵으로 사는 "해양 축치인"과 내륙의 툰드라에 거주하면서 순록 떼를 목축하며 계절마다 이동하는 "순록 축치인"으로 나눌 수 있다. 순록 축치인은 원래 야랑가로 불리는 텐트에 살았고 순록 유목으로 살고 있었지만, 소련 시대에는 정주 정책에 의해 정착 생활을 보내었다. 그러나 소련 붕괴 이후에는 유목 생활로 되돌아오고 있다.
"축치"라는 러시아어 명칭은 ‘순록이 풍부하다’는 의미의 축치어 ‘Chauchu’에서 파생되었다고 한다. 축치인은 자신들을 "진짜 사람"이라는 의미의 루오라베틀란(Luoravetlan)이라 불렀다.

## 유명한 축치인
- 유리 릿헤우 - 작가.

## 같이 보기
- 축치캄차카어족